# Rudolf Huygelen

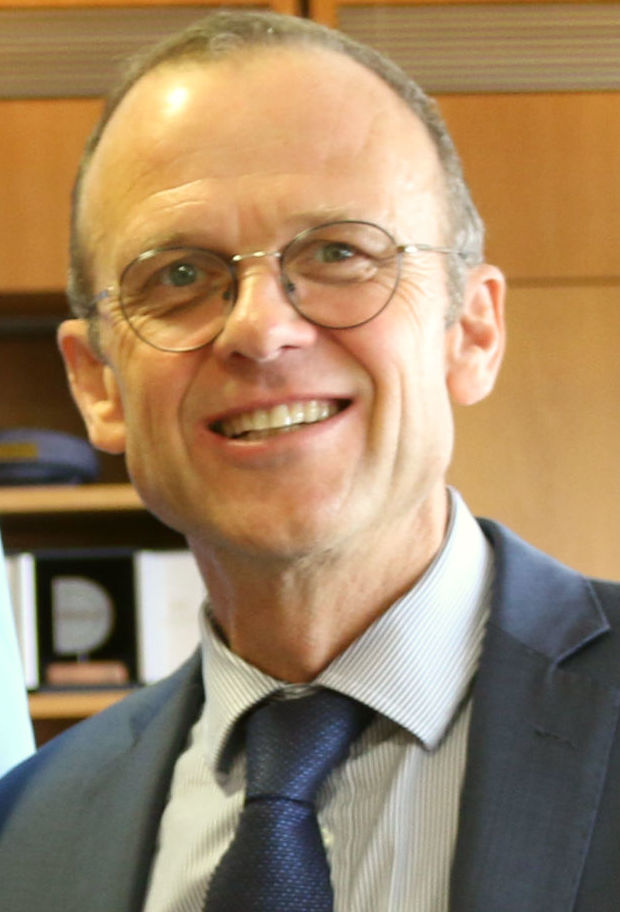
Rudolf Huygelen (2018)

Rudolf Huygelen (* 29. Dezember 1961 in Duffel) ist ein belgischer Diplomat.

## Leben
Rudolf Huygelen studierte die Rechtswissenschaften und trat am 16. Oktober 1989 in den auswärtigen Dienst. Von 1991 bis 1994 war er Attaché in Köln. Von 1994 bis 1997 wurde er in Brüssel beschäftigt. Von 1997 bis 2002 war er in Washington, D.C. als Botschaftssekretär erster Klasse. Von 2002 bis 2003 war er Geschäftsträger in Pretoria. Von 2003 bis 2007 war Pressesprecher des Außenministeriums und leitete dessen Öffentlichkeitsarbeit. Von 2007 bis 17. Januar 2010 war er Botschafter in Lissabon. Er hat drei Kinder.